# Contea di Delta (Michigan)
La contea di Delta, in inglese Delta County, è una contea dello Stato del Michigan, negli Stati Uniti. La popolazione al censimento del 2000 era di 38 520 abitanti. Il capoluogo di contea è Escanaba